# Детска психология
Детската психология като наука е част от психологията. Тя изучава закономерности и особености на психиката на детето в различните периоди на детството.

## История
Основите, от които впоследствие ще се развие детската психология се поставят от чеха Ян Коменски. Неговата система е разработена на основата на съобразяването с особеностите на децата. След него Жан-Жак Русо продължава идеите му. Той се опитва да посочи основните периоди в развитието на човека, както и какви възпитателни задачи стоят във всеки период. След това настъпва затишие за дълго време. В по-ново време с въпросите на детската психология се занимава Карл Гроос и неговата станала класическа книга за детските игри, Шарлоте Бюлер, Рене Шпиц, Ана Фройд, която преработва психоанализата за целите на изследване на детската душа, Зигмунд Фройд, Жан Пиаже, Алфред Адлер, Джон Боулби със своята теория на привързаността и много други.
В България детската психология държи своята традиция на академик Генчо Пирьов (Учебник по детска психология, 1950), Стоян Желев, Стоянка Жекова и Димка Стоицева.